# Xanthodes dentalis
Xanthodes dentalis är en fjärilsart som beskrevs av Smith 1891. Xanthodes dentalis ingår i släktet Xanthodes och familjen trågspinnare. Inga underarter finns listade i Catalogue of Life.